# Sikorského cena

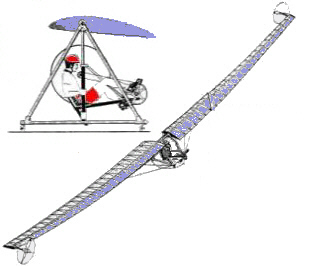
Da Vinci III

Sikorského cena je ocenění, které vypsala v roce 1980 American Helicopter Society pro konstruktéra z jakékoliv země (tým i jednotlivce), který sestrojí letu schopný vrtulník, který bude  poháněn pouze lidskou silou. Ocenění pojmenované na počest konstruktéra vrtulníků Igora Sikorského spolu s odměnou ve výši 250 000 $ získal až po 33 letech, 11. července 2013, tým konstruktérů Aerovelo z University of Toronto s vrtulníkem Atlas.

## Podmínky pro udělení ceny
Kompletní podmínky jsou uvedeny na internetových stránkách American Helicopter Society, viz externí odkazy. 
Ve zkratce jsou podmínky tyto:
- Stroj musí být těžší než vzduch (použití plynů lehčích než vzduch je zakázáno).
- Stroj musí být schopný vertikálního startu a přistání (kategorie VTOL).
- Stroj musí být poháněn a ovládán pouze posádkou během celého letu (včetně předvzletového roztočení rotoru).
- Během letu nesmí žádný člen posádky stroj opustit nebo naopak do něj vstoupit.
- Posádka nesmí použít dopingové látky.
- Stroj se musí vznášet alespoň 60 sekund a alespoň na chvíli dosáhnout výšky 3 metry (nejnižší část stroje).
- Stroj se během těchto 60 sekund letu nesmí vychýlit ze čtverce o ploše 100 m² (10m x 10m, toto pravidlo je kvůli prokázání ovladatelnosti stroje a je s ohledem na rozměry strojů - průměry rotorů okolo 20 metrů - bráno tak, že "referenční bod" na nerotující části stroje nesmí opustit vymezený prostor).
- Při startu a přistání mohou asistovat (ovšem pouze pomáhat se stabilizací) maximálně 2 pomocníci na zemi.
- Při pokusu musí být přítomen komisař z Mezinárodní letecké federace (FAI).

## Pokusy o získání ceny
- 10. prosince 1989 vzlétl na půdě kalifornské polytechnické univerzity stroj pojmenovaný Da Vinci III. Ve výšce 20 cm se udržel po dobu 7,1 sekundy.
- 7. března 1994 se ve stejné výšce 20 cm udržel 19,46 sekund stroj s názvem Yuri I (v překladu Lilie) postavený týmem z Nihon Aero Student Group (NASG, Japonsko). Neoficiálně (bez přítomnosti komisaře) prý ovšem také dosáhl 70 cm během letu trvajícího 24 sekund.

## Vítěz
Podmínky pro získání ceny byly prolomeny 13. června 2013, kdy se obří vrtulník Atlas vznesl na 64 sekund a dosáhl maximální výšky 3,3 metru. Vrtulník zkonstruovali Kanaďané Todd Reichert a Cameron Robertson, finance na projekt získali pomocí Kickstarteru. Po ověření výkonu byla cena udělena 11. července 2013.